# ریچیلیانو
ریچیلیانو (به ایتالیایی: Ricigliano) یک کومونه در ایتالیا است که در استان سالرنو واقع شده‌است. ریچیلیانو ۲۷ کیلومتر مربع مساحت و ۱٬۲۸۳ نفر جمعیت دارد و ۵۶۰ متر بالاتر از سطح دریا واقع شده‌است.